# Mao Cetung
Mao Cetung (/ˈmaʊ (d)zəˈdʊŋ/; poenostavljena kitajščina: 毛泽东; tradicionalna kitajščina: 毛澤東; pinjin: Máo Zédōng) tudi Mao Dzedong ter poznan kot voditelj Mao, kitajski politik, državnik in prvi voditelj LRK, * 26. december 1893, Šaošan, Hunan, dinastija Čing, † 9. september 1976, Peking, Ljudska republika Kitajska.
Bil je ustanovitelj  Ljudske republike Kitajske, ki ji je vladal od ustanovitve leta 1949 do svoje smrti leta 1976. Njegove ideološke marksistično-leninistične teorije, vojaške strategije in politične metode so skupaj znane kot maoizem.
Mao velja za enega najpomembnejših posameznikov v dvajsetem stoletju. Znan je tudi kot politični intelekt, teoretik, vojaški strateg in pesnik. Kitajska je bila v času Maa vpletena v korejsko vojno, kitajsko-sovjetski razkol, vietnamsko vojno in vzpon rdečih Kmerov. Podporniki Maa so mu pripisali preoblikovanje Kitajske iz polkolonije v močno suvereno državo, s povečano pismenostjo in pričakovano življenjsko dobo.  Maa so pohvalili tudi, ker je Kitajsko spremenil iz polkolonije v vodilno svetovno silo, z zelo napredno pismenostjo, pravicami žensk, osnovnim zdravstvenim varstvom, osnovnim izobraževanjem in pričakovano življenjsko dobo. Nasprotno je njegova totalitarna vladavina deležna obsojanja, saj je vpeljal krut avtokratski in totalitarni režim, odgovoren pa je za množično represijo ter uničevanje verskih in kulturnih artefaktov in mest. Maova vlada je bila odgovorna za veliko število smrtnih žrtev, z ocenami od 60 do 80 milijonov, zaradi lakote, preganjanja, prisilnega dela v zaporih in taboriščih ter številnih množičnih usmrtitev.
Mao je bil sin uspešnega kmeta v Shaoshanu v Hunanu. Sprva je imel Mao kitajski nacionalistični in protiimperialistični pogled, nanj pa so še posebej vplivali dogodki Xinhai revolucije leta 1911 in četrtomajskega gibanja leta 1919. Kasneje je med delom na Pekinški univerzi sprejel marksizem-leninizem in jeseni 1927 ustanovil Kitajsko komunistično partijo (KPK). Med kitajsko državljansko vojno med Kuomintangom (KMT) in KPK je Mao pomagal ustanoviti kitajsko delavsko - kmečko Rdečo armado z radikalno zemljiško politiko Sovjetske zveze Jiangxi. Čeprav se je KPK med drugo kitajsko-japonsko vojno (1937–1945) začasno povezala s KMT pod Združeno fronto, se je kitajska državljanska vojna po predaji Japonske nadaljevala, leta 1949 pa so Maove sile premagale nacionalistično vlado, ki se je umaknila na Tajvan.
1. oktobra 1949 je Mao razglasil ustanovitev Ljudske republike Kitajske, marksistično-leninistične enopartijske države, ki jo je vodila KPK in uvedel socializem. V naslednjih letih je okrepil svoj nadzor s kampanjami proti najemodajalcem, zatiranjem protirevolucionarjev, "kampanjami proti trem in petim proti" in s psihološko zmago v korejski vojni, ki je skupaj povzročila smrt več milijonov ljudi na Kitajskem. Od leta 1953 do 1958 je imel Mao pomembno vlogo pri uveljavljanju načrtnega gospodarstva na Kitajskem, pri oblikovanju prve ustave LRK, sprožitvi programa industrializacije in sprožitvi projekta "Dve bombi, en satelit". V letih 1955 – 1957 je Mao sprožil gibanje Sufan in protidesničarsko kampanjo, pri čemer je bilo v nadaljnjih letih preganjanih najmanj 550.000 ljudi, večinoma intelektualcev in disidentov. Leta 1958 je sprožil velik skok naprej, katerega cilj je bil hitro preoblikovati kitajsko gospodarstvo iz agrarnega v industrijsko, kar je privedlo do najsmrtonosnejše lakote v zgodovini z ocenjenim številom smrti od 15 do 55 milijonov ljudi med letoma 1958 in 1962. Leta 1963 je Mao ustanovil socialistično izobraževalno gibanje, leta 1966 pa je sprožil Kulturno revolucijo, program za odstranjevanje "protirevolucionarnih" elementov v kitajski družbi, ki je trajal 10 let in je bil zaznamovan z nasilnim razrednim bojem, razširjenim uničevanjem kulturnih artefaktov in izjemnim dvigom Maovega kulta osebnosti. Med revolucijo je bilo preganjanih več deset milijonov ljudi, ocenjeno število smrti pa se giblje od več sto tisoč do milijonov, vključno z Liu Shaoqijem, drugim predsednikom LRK. Po letih slabega zdravja je Mao leta 1976 doživel številne srčne napade in nato septembra istega leta umrl v starosti 82 let. V času Maovega vladanja je kitajsko prebivalstvo naraslo s približno 550 milijonov na več kot 900 milijonov, medtem ko vlada ni dosledno izvajala svoje politike načrtovanja družine. Po Maovi smrti ga je s časoma nasledil Deng Šjaoping, ki je obsodil njegovo vladavino in začel “demaoizacijo” kitajske družbe.

## Zgodnja leta in vstop v politiko

### Zgodnje življenje
Mao Cetung se je rodil 26. decembra 1893 v Šaošanu v provinci Hunan, na osrednjem Kitajskem. Bil je sin bogatega kmeta in striktne budistke Ven Čimej. Svojega očeta je opisoval kot željnega discipline in izredno strogega človeka, z njegove strani je bil deležen trde vzgoje, večkrat je bil tepen. Tudi Mao je bil v času otroštva budist, vendar je vero v najstniških letih opustil. Z osmimi leti je bil poslan v osnovno šolo v Šaošanu, kjer je bil deležen uveljavljene konfucijanske vzgoje in izobrazbe. Pri trinajstih je njegov oče poskrbel za poroko s sedemnajstletno Luo Jigu in hkrati združil družinski posestvi. Mao je zavračal vsako imenovanje Luo za svojo ženo in se s tem s svojo trmo javno osramotil. Luo je umrla štiri leta po poroki. Kasneje je tudi kritiziral prisilne poroke. Mao se je za nekaj časa zaposlil na očetovi kmetiji in se hkrati seznanjal z mišljenjem prozahodnega reformista Dženga Guanjinga.

### Zgodnja revolucionarna leta
Zanimal se je za vojaško moč in nacionalne ideje Georgea Washingtona in Napoleona Bonaparteja. Pri šestnajstih leti je začel obiskovati višjo osnovno šolo v Dongšanu in dve leti pozneje srednjo šolo v prestolnici Hunana Čangšaju (pinjin: Changsha). V srednji šoli je čutil odpor proti avtokratski in tradicionalistični cesarski ureditvi, ki je vztrajala na preživetih tradicijah konfucianizma in ekonomske samozadostnosti, zaradi katerih je Kitajska zaostajala za ekonomsko in tehnološko razvitejšim Zahodom. Bral je revolucionarni časopis Ljudska samostojnost (Minli bao), kot znak upora si je dal simbolično odrezati kito, ki jo je v 17. stoletju vladajoča mandžurska dinastija Čing vsilila vsem moškim. V času srednje šole se je pridružil uporniški vojski, ki si je prizadevala za revolucijo, vendar v boju ni bil nikoli neposredno udeležen.  Po opravljenem tečaju za učitelja je odpotoval v Peking, kjer je diplomiral junija 1919 kot tretji v letniku ter se zaposlil kot pomočnik Li Dadžaja v pekingški univerzitetni knjižnici. Li je veliko pisal o oktobrski revoluciji in komunizmu. Tako se je Mao srečal z marksistično literaturo in idejami komunizma. Z zelo majhno plačo si je lahko privoščil le utesnjeno sobo, ki jo je delil skupaj s še sedmimi študenti iz Hunana. Pridružil se je univerzitetnemu klubu filozofov in novinarjev ter se udeleževal seminarjev in predavanj o takratnih kitajskih političnih reformistih. Maovo bivanje v Pekingu se je končalo spomladi leta 1919, ko je odpotoval v Čangšo, kjer se je zaposlil kot učitelj zgodovine na osnovni šoli Šjuje.
Kitajsko komunistično partijo sta leta 1921 ustanovila že omenjeni knjižničar Li Dadžao in marksistični somišljenik Čen Dušju, Mao pa je mestu Čangša, v katerem je v tem času poučeval v osnovni šoli, ustanovil Hunansko vejo KP. V letu 1921 so obstajala komunistična gibanja v Šanghaju, Pekingu, Vuhanu, Kantonu in Džinanu, zato so se 23. julija 1921 prvič srečala komunistična gibanja, na tako imenovanem nacionalnem kongresu Kitajske komunistične partije, ki se ga je udeležil tudi Mao in bil proglašen za sekretarja stranke v provinci Hunan. Na drugem kongresu (julija 1922), na katerem Mao ni bil udeležen, se je KP po Leninovem nasvetu pridružila Ljudska narodna stranka Kuomintang (KMT) z namenom, da bi si zagotovili premoč nad vojaškimi poveljniki, ki so imeli pod nazorom severni del Kitajske. Leta 1923 je bil Mao na tretjem kongresu KP izvoljen v komite. Spomladi leta 1925 je umrl ustanovitelj kitajske republike Sun Jatsen, nasledil pa ga je  Čjang Kajšek, ki se je sčasoma zapostavil marksistične ideale na račun nacionalističnih.
V KP se je leta 1925 pokazal razkol med ustanoviteljem in generalnim sekretarjem Čenom Dušjujem, ki je sledil togemu marksizmu osvobajanja proletariata, in Maom, ki je trdil, da bi mogli nekatera marksistična izhodišča prilagoditi kitajskim družbenim razmeram in stvarnostim. Zato je Mao stavil revolucijo na kmete in ne na proletariat, kakor šef partije Čen Dušju.

### Državljanska vojna
Združeni KP in KMT sta s skupnimi močmi premagala samopašne kitajske vojaške vojvode, ki so do tedaj nadzirali večji del severne Kitajske. Leta 1927 so se s Čjang Kajšekovo antikomunistično čistko pokazale prve razlike med komunistično in nacionalistično zvezo. Kominterna je za razpad zavezništva okrivila Čen Dušjuja, ki se je nazadnje pridružil trockistom. Po več hudih vojaških porazih, v katerih KP ni bila vojaško dorasla KMT, so se komunisti so se umaknili na jug, nacionalisti pa so jih pod vodstvom Čjang Kajšeka obkolili. Iz brezupnega položaja jih je pravzaprav rešil Mao, ki je na vsak način zavračal frontalni spopad proti premočnemu nasprotniku in organizacijo KP iz mest prenesel na podeželje. Zato se je leta 1934 Mao s komunističnimi rojaki odpravil na 10.000 kilometrov Dolgi pohod iz južne v severno Kitajsko in se s tem izognil spopadu z nacionalisti. V provinci Šaanši je KP ustanovila novo oporišče. Med Dolgim pohodom je po nekaterih podatkih umrlo skoraj 90 odstotkov borcev, a kljub hudim izgubam ohranil trdno partijsko strukturo, za komuniste pa je pomenil prelomnico, saj so se dokončno uveljavili kot močna sila z veliko podporo prebivalcev. Med drugo svetovno vojno sta stranki spet sklenili zavezništvo (1937-1945) zaradi imperialistične grožnje vzhodne sosede Japonske, vendar se ob koncu druge svetovne vojne obe "zmagovalki" zapleteta v državljanske vojne. Leta 1943 je Mao postal vodja kitajske komunistične partije, po drugi svetovni vojni pa so nazadnje premagala nacionaliste. Ko so komunisti ustanovili LR Kitajsko, je Čjang Kajšek pobegnil na Tajvan, od koder je še v naslednjem desetletju ponovno osvojiti celino.

## Voditelj Ljudske republike Kitajske

### Zgodnja leta vladanja
1. oktobra 1949 je Mao s svojimi sodelavci na trgu nebeškega miru razglasil ustanovitev Ljudske republike Kitajske. Kasneje istega tedna je dejal, da je kitajski narod vstal. Pozneje je Mao odšel v Sovjetsko zvezo na dolge pogovore in tam sklenil, da bodo Sovjeti lahko nudili pomoč Kitajski. 21. decembra 1949, ob Stalinovem 71. rojstnem dnevu, je Mao odšel v Moskvo na prvo potovanje v tujino v času svojega vladanja, vendar je bil sprejem negativen: Stalin je v Mau videl antagonista v vodstvu komunističnih režimov in ni sprejel nobenih prošenj za vrnitev kitajskih ozemelj, ki so jih zasedli carji. Dobil je le skromnih 300 milijonov dolarjev posojila v petih letih ter pogodbo o gospodarskem in vojaškem partnerstvu.  
Po prihodu na oblast in utrditvi oblasti je Mao sprožil fazo hitre in prisilne kolektivizacije, ki je trajala približno do leta 1958. Komunistična partija Kitajske je uvedla nadzor cen, s čimer prekinila inflacijsko spiralo nekdanje republike Kitajske in s poenostavitvijo pisanja kitajskega jezika, katerega cilj je bil povečati pismenost.  Zemljišča so bila razlaščena velikim in malim posestnikom ter kolektivizirana v korist množice kmetov brez zemlje. Izvedeni so bili tudi obsežni projekti industrializacije, ki bi morali prispevati k izgradnji sodobne nacionalne infrastrukture. Med letoma 1950 in 1952 je bilo pobitih zelo veliko število posestnikov; bili so veliki posestniki, a tudi in predvsem mali kmečki lastniki; Število žrtev je še danes sporno: Mao, avtor svoje politike, jih je ocenil kot najmanj 800.000, po mnenju zgodovinarjev pa se ocene žrtev gibljejo od nekaj milijonov do nekaj deset milijonov. V tem obdobju je Kitajska vzdržala letno povečanje bruto domačega proizvoda za 4 do 9 odstotkov, pa tudi drastično izboljšanje kazalnikov kakovosti življenja, kot sta pričakovana življenjska doba in pismenost. Vendar glede na povečanje prebivalstva za več kot 2 % dejanska stopnja rasti nikakor ni izjemna. Komunistična partija Kitajske je sprejela tudi politike, usmerjene v promocijo znanosti, pravic žensk in manjšin, ob hkratnem boju proti uživanju drog in prostituciji. 
V tem obdobju so se izvajali programi, kot je "kampanja stotih rož", v katerih je Mao nakazal svojo pripravljenost razmisliti o različnih pogledih na to, kako naj bi upravljali državo. Ker so imeli priložnost povedati svoje mnenje, so številni Kitajci začeli nasprotovati kitajski komunistični partiji in dvomiti o njenem vodstvu. To so sprva tolerirali in celo spodbujali, saj se je menilo, da bo konstruktivna kritika koristila partiji. Po nekaj mesecih je Maova vlada prekinila ta način politike: ustavila je kampanjo in začel se je boj proti nacionalizmu. Obtožba te ofenzive je bila zaupana temu, kar so pozneje imenovali "protidesničarsko gibanje", ki je brutalno zatiralo ne le nacionalistične ideje, ampak tudi liberalne in socialdemokratske ideje.
Januarja 1958 je Mao sprožil petletni načrt, Veliki preskok naprej, s katerim je želel po sovjetskemu vzoru v državi razviti dobro težko industrijo. Ukinili so zasebna zemljišča, ki so jih združili v večje komune. Gospodarska politika petletk in fokusiranja predvsem na težko industrijo in številne okoljske katastrofe so med letoma 1959 in 1961 so privedle do velike kitajske lakote, v kateri je umrlo na milijone Kitajcev. Namesto, da bi poskušal odpraviti problem, je Mao zanj krivil protirevolucionarje, ki naj bi skrivali in delili žito. Na sestanku konec leta 1959 v Šanghaju je Mao izdal ukaz o nabavi ene tretjine vsega žita s podeželja in dejal: "Kadar ni dovolj hrane, ljudje umrejo od lakote. Bolje bo, da polovica ljudi umre, kot da jih bo druga polovica lahko preživela." Na veliki konferenci komunistične partije v Pekingu januarja 1962, ki so jo poimenovali "Konferenca sedem tisoč kadrov", je podpredsednik države Liu Shaoqi obsodil veliki skok naprej in projekt pripisal razširjeni lakoti na Kitajskem. Velika večina delegatov se je strinjala, vendar je obrambni minister Lin Biao odločno branil Maa. Sledilo je kratko obdobje liberalizacije, medtem ko sta Mao in Lin načrtovala vrnitev kulta osebnosti. Liu Shaoqi in Deng Šjaoping sta rešila gospodarstvo tako, da sta razpustila ljudske komune, uvedla elemente zasebnega nadzora nad kmečkimi majhnimi posestmi in uvažala žito iz Kanade in Avstralije, da bi ublažila najhujše posledice lakote.

### Zunanja politika
Med svojim vodstvom je Mao le dvakrat odpotoval izven Kitajske, ko je opravil dva državna obiska v Sovjetski zvezi. Njegov prvi obisk v tujini je bil praznovanje 71. rojstnega dne sovjetskega voditelja Josifa Stalina, ki sta se ga udeležila tudi namestnik predsednika vzhodnonemškega ministrskega sveta Walter Ulbricht in mongolski komunistični generalni sekretar Yumjaagiin Tsedenbal. Drugi obisk v Moskvi je bil dvotedenski državniški obisk, katerega poudarki vključujejo Maovo udeležbo na proslavah 40. obletnice oktobrske revolucije (udeležil se je letne vojaške parade moskovskega garnizona na Rdečem trgu in banket v moskovskem Kremlju) in Mednarodno srečanje komunističnih in delavskih strank, kjer se je srečal z drugimi komunističnimi voditelji, kot sta severnokorejski Kim Il-sung in albanski Enver Hoxha. Od leta 1959 so nadaljnja diplomatska državna obiska in potovanja v opravili predsednik Liu Shaoqi, premier Zhou Enlai in namestnik premierja Deng Šjapoing in ne Mao osebno.

### Poznejša leta vladanja
Kmalu po koncu velike kitajske lakote je Mao leta 1966 sprožil Kulturno revolucijo, da bi utrdil moč in svoj kult osebnosti v državi. S sloganom "Ljubezen do matere in očeta ni isto kot ljubezen do Mao Cetunga" je otroke pozval, naj svoje starše obsodijo kot "kontrarevolucionarje" ali "odstopnike od zakona" - tako kot je bilo spodbujanje obtožb eden od Maovih najučinkovitejših instrumentov vladanja. Cilj akcije je bil odpraviti reakcionarne težnje med partijskimi kadri, učitelji in kulturnimi delavci. V resnici pa so nastali kaosi pripeljali Maa Cetunga na oblast in pregon njegovih notranjestranskih nasprotnikov, predvsem Liuja Shaoqija, kar je Mau uspelo s pomočjo Lin Biaoa in Tolpe štirih. Njegove notranjepartijske nasprotnike so aretirali zaradi izdaje ter jih pobili s fizičnim delom. Mladi ljudje, ki so jih spodbudili med revolucijo, so ustanovili tako imenovano Rdečo gardo. V obdobju, ki je sledilo, so mladi prenehali obiskovati šole in univerze, pobijali in zlorabljali so številne ljudi, predvsem ljudi z izobrazbo (učitelji, zdravniki, umetniki, menihi, partijski kadri), uničevali kulturne spomenike, templje, knjižnice in muzeje, se spopadali med seboj in trajno motili javni red. Največje število žrtev kulturne revolucije se giblje od 2,6 do 3 milijone.                                                                                                                                                                                                            
Mao, ki je imel moč po odstranitvi Liuja Shaoqija ponovno trdno pod nadzorom, je zato že leta 1968 pozval mlade, naj svoje »prave revolucionarne ideje« prenesejo v redko poseljene, podeželske zahodne province in razmislijo o težavah tamkajšnjih delovnih kmetov, da jemljejo proletarske vzornike. Ker je le nekaj mladih želelo sprožiti nemire v večjih kitajskih mestih nadomestiti s trdim delom na poljih v revnih zahodnih provincah, je bilo treba vojsko napotiti v odkrit boj proti Rdeči gardi in izsiliti novo uvedeno obvezno šolanje. Zaradi tega so bili številni rdeči gardisti ubiti v množičnih usmrtitvah. Konec kulturne revolucije je bila uradno razglašen šele po Maovi smrti leta 1976 in za nemire je bila odgovorna skupina štirih. 
V zunanjepolitičnem smislu je bil sprejem Ljudske republike Kitajske v Združene narode leta 1971 največji Maov uspeh. Ljudska republika Kitajska na Tajvanu je bila istočasno izključena iz ZN. Pred tem je imel Mao srečanje tudi z severnokorejskim voditeljem Kimom Il-sungom. Opravil je tudi obisk ameriškega predsednika Richarda Nixona leta 1972, ki je prispeval k uravnotežitvi moči Sovjetske zveze. Potem, ko je Mao konec tega leta doživel prvo možgansko kap, je Zhou februarja 1973 v državo pripeljal najvišjega uradnika Denga, ki je prej preživel v izgnanstvu. Potem, ko se je destalinizacija začela leta 1956 v ZSSR, je Mao zavrnil to gibanje in je še naprej uporabljal ekonomske in politične metode Josifa Stalina, zlasti proti nasvetom Nikite Hruščova. Stalinov portret je bil leta 1972 še vedno prikazan na trgu nebeškega miru poleg portretov Vladimirja Lenina, Karla Marxa in Frederich Engelsa, kot je razvidno iz filma Chung Kuo, ki ga je nekaj let pred koncem kulturne revolucije posnel Michelangelo Antonioni.
Mao je bil velik podpornik Kamboškega voditelja Pol Pota in rdečih Kmerov. Leta 1975 jih je po prevzemu oblasti povabil v Peking, kjer jim je Mao dal soglasje in nasvete. Zadnje srečanje je Mao opravil 27. maja 1976, ko se je srečal z gostujočim pakistanskim premierjem Zulfikarjem Ali Bhuttom.

### Smrt in pogreb
Maovo zdravje se je v sedemdesetih letih dvajsetega stoletja močno poslabšalo, najverjetneje zaradi velikega kajenja. Državna skrivnost je postala, da je v poznih letih trpel za številnimi pljučnimi in srčnimi boleznimi. Obstajajo nepotrjena poročila, da je poleg amiotrofične lateralne skleroze verjetno imel še Parkinsonovo bolezen, znano tudi kot Lou Gehrigova bolezen. Njegov zadnji javni nastop – in njegova zadnja znana fotografija, na kateri je bil posnet živ — je bila 27. maja 1976, ko se je srečal z gostujočim pakistanskim premierjem Zulfikarjem Ali Bhuttom. Premie Ali Bhutt je takrat opazil, da je Mao že resno bolan in je sam vedel, da Mao ne bo več dolgo časa živel. Mao je v letu 1976 doživel dva srčna infarkta, enega marca in drugega julija. 2. septembra je bil zaradi slabega počutja premeščen v bolnišnico 202 v Pekingu, kjer je 5. septembra doživel še tretji močnejši srčni infarkt, ki je bil tako hud, da je postal trajni invalid. Tri dni pozneje je prenehal dihat, zaradi česar je bil premeščen na respirator, a kljub temu ni okreval. Mao je umrl 9. septembra 1976 ob 00:10, v starosti 82 let. Komunistična partija je odlašala z objavo njegove smrti do 16. ure, ko je nacionalna radijska oddaja objavila novico in pozvala k enotnosti partije.
Maovo truplo je bilo blamizirano, nato pa je en teden ležalo v Veliki dvorani ljudstva, kjer je bilo na voljo za ogled. Milijon Kitajcev si je ogledalo njegovo truplo, da bi se mu poklonili, mnogi so odkrito jokali ali izkazovali žalost, medtem ko so tujci gledali po televiziji. Na steni je visel Maov uradni portret z transparentom: "Nadaljujte stvar, ki jo je zapustil voditelj Mao, in nadaljujte stvar proletarske revolucije do konca." 17. septembra so njegovo truplo z minibusom odpeljali v bolnišnico 305, kjer so bili njegovi notranji organi odstranjeni in ohranjeni v formaldehidu. Kljub Maovi prošnji, da bi ga kremirali, je bilo njegovo truplo pozneje trajno razstavljeno v mavzoleju, ki je bil kmalu poimenovan po njemu.

## Kitajska po Maovi smrti
Po Maovi smrti se je vnel oster boj za nasledstvo med radikalnimi člani KP, ki jih je predstavljala Maova tretja žena in zmernimi pragmatičnimi voditelji, ki jih je vodil Deng Šjaoping. V nasledstvenem boju je zmagal Deng, ki je nemudoma končal kulturno revolucijo in opustil radikalne politike svojega predhodnika. Novo vizijo nadaljnjega družbenega razvoja Kitajske in odnosa do kitajske zgodovine najbolje ponazori njegov domnevni izrek, da »ni važno, kakšne barve je mačka, dokler lovi miši.« . Maovo telo in ideje so balzamirali in razstavili na osrednjem pekingškem trgu, državo pa so postopoma začeli odpirati svetu in mednarodnem kapitalizmu, kar je prineslo nagel gospodarski razvoj. Kitajska je le v dveh desetletjih postala gospodarska velesila.

## Smrtni davek in zločini proti človeštvu
Maova politika je v času njegovega vladanja zaznamovala veliko nasilje in številne hude kršitve človekovih pravic. Na podlagi izkušenj Sovjetov je Mao menil, da je nasilje potrebno za dosego idealne družbe, ki bi izhajala iz marksizma, zato je sam načrtoval in izvajal veliko nasilje nad kitajskim narodom, v velikem obsegu. Njegova politika je v času njegovega 27-letnega vladanja povzročila smrt na desetine milijonov ljudi na Kitajskem, več kot kateri koli drugi diktator v 20. stoletju. Ocene števila ljudi, ki so umrli pod njegovim režimom, se gibljejo od 60 milijonov do kar 80 milijonov, zaradi lakote, preganjanja, težkega in prisilnega dela ter mučenja v koncentracijskih taboriščih Laogai ter številnih javnih usmrtitev in množičnih pobojev. Nekateri zgodovinarji trdijo, da naj bi Mao celo lastnoročno posilil več žensk in drugih punc, s tem pa naj bi on postal glavni prenašalec spolnih bolezni, katerih je bilo s časoma nemogoče ukrotiti njihovo širitev. Njegove rdeče Garde so preganjale profesorje, intelektualce, zmerne politike, umetnike, pisatelje in mnogokrat so obračuni z njimi potekali na javnih srečanjih, kjer so žrtve javno poniževali in jih sistematično mučili. V času njegovega vladanja so politike, ki jih je sprožil Mao, poleg velikega števila smrtnih žrtev pripeljale tudi do velikega uničenja verskih in kulturnih artefaktov in mest.

## Marxov vpliv na Maovo vodenje Kitajske in maoizem
Maova vizija razvoja kitajske družbe v komunizem se razhaja z ortodoksno marksistično teorijo, ki za steber družbenega razvoja poudarja vlogo proletariata. Če je pred-oktobrska Rusija imela v večjih mestih vsaj nekaj proletariata, z obstojem katerega je potem Lenin utemeljil svojo vizijo KP kot delavske avantgarde, ki predstavlja najboljše interese celotnega delavstva, je izven večjih urbanih središč večino ruskega delavstva predstavljalo tradicionalno kmečko delavstvo. S tega vidika je bila Kitajska pod pozno dinastijo Čing še manj urbanizirana in industrializirana. Omejeno proletarizacijo so predstavljale zgolj metropole interesnih sfer, kjer so se po opijskih vojnah utrdili evropski kolonialisti. Zato je bilo kitajsko delavstvo skoraj v celoti kmečko delavstvo. Mao je to dejstvo vzel v obzir, ne pa tudi ustanovitelji kitajske KP, zato jih je s podporo podeželskih komunističnih baz razmeroma lahko izrinil iz Partije. Že Lenin je moral vzeti v obzir večinoma ruralno Rusijo, Mao pa je v tem smislu še radikaliziral Leninovo interpretacijo marksizma - leninizem. Po Mau mora vodilno vlogo v revoluciji od proletariata prevzeti kmečko prebivalstvo, ker je vsaj za kitajske razmere bil v daleč največji večini. Prav tako naj bi bilo kmečko življenje ideal revolucionarnega življenja. Ta Maova izpeljava marksizma in leninizma se po njem imenuje maoizem.
Pomemben pomen ima tudi gospodarska in politična situacija, ki je vladala na Kitajskem ob času revolucije. Marksizem namreč predvideva, da se bo družba razvijala iz sužnjelastniške, preko fevdalne, v kapitalistično in na koncu dosegla socializem. Kitajska ima svoj kulturno politični in gospodarski razvoj in ga je težko vkalupiti v togo Engelsovo shemo faz zgodovinskega razvoja. Kitajska civilizacija je razmeroma zgodaj odpravila fevdalizem že ob koncu bronaste dobe pod dinastijo Čou, ampak tisto kar je sledilo ni bil kapitalizem, pač pa začetek absolutizma posameznih cesarskih dinastij s t. i. nebeškim mandatom. Nemški sociolog Max Weber opominja, da so elementi kapitalizma obstajali že v antiki in na Orientu, kamor vključuje tudi tradicionalistično Kitajsko, da pa se niso razvili v obsegu in pomenu kot kasneje na Zahodu.. Poleg tega sužnjelastništvo nikoli ni bila strukturna značilnost kitajske družbe, kot je to značilno za evropsko antiko.
Omeniti je treba tudi kult osebnosti, ki ga je izoblikoval Mao na Kitajskem in ga lahko opazimo še danes, podobno kot v postsovjetski Rusiji, kjer imajo mnogi državljani razočarani nad aktualnim ruskim političnim in gospodarskim razvojem pozitivno prepričanje o Stalinu. Maova Mala rdeča knjižica je bila za kitajsko mladino, ki je bila steber Kulturne revolucije, glavno vodilo maoizma.
Zunaj Kitajske se je po Maovi smrti razširila družbeno politična filozofija maoizma predvsem med skrajno levičarskimi gverilskimi gibanji v pretežno ruralnih državah Tretjega sveta, predvsem kar zadeva vodenje političnega in oboroženega boja s podeželja. Na Zahodu so se z maoizmom deloma spogledovale levičarske teroristične skupine, ki pa so v opravičevanju nasilja eklektično povzemale še ostale antiimperialistične ideologije.